# William Clark
William Clark (ur. 1 sierpnia 1770 w hrabstwie Caroline, w Kolonii Wirginii, zm. 1 września 1838 w Saint Louis, w Missouri) – amerykański podróżnik i odkrywca.

## Życiorys
Clark urodził się w rodzinie plantatorów z Wirginii w 1770. Był najmłodszym z sześciorga rodzeństwa i najmłodszym bratem George’a Clarka, bohatera wojny o niepodległość Stanów Zjednoczonych. W wieku 14 lat przeprowadził się razem z rodziną na nową plantację do Kentucky.
Na początku 1789 Clark służył jako członek milicji ochotniczej w walkach z Indianami w dolinie Ohio. Oficerem w armii regularnej został w 1792, a w 1794 walczył w bitwie pod Fallen Timbers. 2 lata później zrezygnował ze służby, aby móc zarządzać rodzinną plantacją.
Wkrótce Clark zaprzyjaźnił się z Meriwetherem Lewisem i zgodził się uczestniczyć, jako współdowódca, w wyprawie badawczej, która miała wyruszyć w 1803 na zachód kontynentu. Po kilku miesiącach studiowania astronomii i kartografii Clark i Lewis (kutrem rybackim) popłynęli w górę rzeki Ohio, poczynając od Pittsburgha. Podróżowali m.in. przez Wood River, Illinois, gdzie rzeka Missouri łączy się z Missisipi. Na wiosnę znowu wpłynęli na Missouri i w październiku osiągnęli wioski indiańskiego plemienia Mandanów (obecnie Dakota Północna), gdzie zdecydowali się zostać na zimę.
W czasie pobytu wśród Indian okazało się, że Lewis i Clark będą od nich w dużym stopniu zależni. Mandanowie okazali się całkowicie przyjaźni i obdarowali ich żywnością, chronili przed napadami oraz udzielili im bardzo cennych informacji. Największą pomocą był jednak francuski Kanadyjczyk Toussaint Charbonneau, którego podróżnicy zatrudnili jako tłumacza, oraz jego żona z plemienia Szoszonów o imieniu Sacajawea, która była nieocenionym przewodnikiem. Dzięki niej udawało się także utrzymać przyjazne stosunki z napotykanymi plemionami.
W kwietniu 1805 cała ekspedycja licząca 33 członków opuściła wioskę Mandanów i udała się znowu na Missouri. 4 miesiące później udało im się osiągnąć ostatni górny odcinek rzeki nadający się do żeglugi. Plemię Szoszonów dowodzone przez brata Sacagawei dostarczyło im koni. W końcu września przekroczyli góry Bitterroot. Zziębnięci, przemoczeni i głodni zostali przyjęci przez Indian z plemienia Nez Percé. Następnie popłynęli w dół rzeki Columbia i osiągnęli wybrzeże Pacyfiku w listopadzie. Zimę spędzili nad oceanem i wrócili do kraju w 1806 mniej więcej tą samą drogą co wcześniej.
Po powrocie witano ich z wielkim honorami, a oni sami weszli na stałe do panteonu amerykańskich bohaterów. W 1807 prezydent Thomas Jefferson mianował Clarka agentem rządu federalnego do spraw Indian na terytorium Luizjany, otrzymał także stopień generała brygadiera. W roku 1813 został gubernatorem właśnie utworzonego terytorium Missouri. Głównym jego celem był umocnienie obrony terytorium przeciw wrogim plemionom i utrzymanie przyjaznych stosunków z plemionami z Missouri i górnego Missisipi.
Kiedy Missouri zostało stanem w 1820, Clark przegrał w wyborach na gubernatora i zajął się ponownie sprawami kontaktów z Indianami. W 1822 został superintendentem ds. Indian w St. Louis, gdzie zajmował się głównie usuwaniem Indian z terenów wschodnich na ziemie obecnego stanu Kansas. Stanowisko to piastował do śmierci w 1838, zyskując reputację człowieka uczciwego i sprawiedliwego.